# Thotnefer
Thotnefer (auch seltener Thotmes) war königlicher Schreiber und Vorsteher des Schatzhauses unter den altägyptischen Königen Thutmosis III. und Amenophis II. Er ist vor allem von seinen beiden Grabanlagen in Theben-West (TT80 und TT104) bekannt.
Seine Gemahlin war die Herrin des Hauses Tachat, eine weitere Gemahlin war vielleicht Merit, die immer als seine Schwester bezeichnet wird. Dies kann andeuten, dass sie leibliche Schwester, eine nahe Verwandte, oder eine weitere Gemahlin war. Weitere Familienmitglieder sind nicht mit Sicherheit überliefert.
Es ist unsicher, in welcher seiner beiden Grabanlagen Thotnefer bestattet wurde. Grabanlagen, die aus zwei Teilen bestehen, sind in dieser Zeit für hohe Beamte gut bezeugt. Eine der Anlagen diente in der Regel als Kultanlage (Grabkapelle), die andere als Bestattungsort. Im Fall von Thotnefer besitzen jedoch beide Anlagen auch Bestattungsräume. Vielleicht wurden die unterirdischen Grabkammern, zumindest in einer der Kapellen, erst nach dem Tod des Thotnefer, bei einer Wiederbenutzung der Anlage angelegt. Da beide Grabanlagen jedoch stark beraubt sind, ist vorerst keine Entscheidung zum Bestattungsort des Thotnefer möglich.